# No Name
No Name (montenegrí: Но нејм) va ser un grup musical format el 19 de novembre de 2003 a la ciutat de Podgorica, es una banda creada de nois de montenegro i es molt més coneguda per les controvèrsies al voltant de la seva participació en la preselecció nacional per al Festival de la Cançó d'Eurovisió. El grup va debutar l'any 2005, amb la cançó "Zauvijek moja" ("Meva Per Sempre") (Milan Perić / Slaven Knezović), guanyant l'Europjesma 2005 i representant així Sèrbia i Montenegro al Festival de la Cançó d'Eurovisió 2005. El grup va quedar 7è a l'ESC amb un total de 137 punts, aconseguint el pas directe a la final del Festival de la Cançó d'Eurovisió 2006 per Sèrbia i Montenegro. Va ser fundada el 19 de novembre de 2003. El novembre de 2006, el baixista Marko Perić va deixar el grup per un motiu desconegut, el grup es va dissoldre el 2008.

## Polèmiques
L'any 2005, com a complets forasters però amb una cançó amb una forta identitat nacional (montenegrina), van obtenir la majoria dels vots del jurat designat per l'RTCG, provocant un enrenou entre els seguidors serbis i montenegrins del Festival d'Eurovisió.
De nou al març de 2006, van participar a Montevizija 2006, la semifinal montenegrina, i van acabar 2ns, i van guanyar a la final Europjesma amb "Moja ljubavi". El jurat designat per l'RTCG no va atorgar cap punt al grup serbi Flamingosi, que, per alguns, van ser declarats guanyadors fins i tot abans de la competició d'altres afavorint No Name. El nou arranjament de la cançó i la victòria de No Name van arribar just a temps per a la campanya per la independència de Montenegro, que va començar aquell any. La cadena de televisió sèrbia va decidir retirar-se i, per tant, No Name no podia representar el país a Atenes.

## Discografia

### Solters
- Za Tebe i Mene (Sunčane Skale 2004 - 2n lloc)
- Budućnost (cançó dels seguidors de l'FK Budućnost Podgorica)
- Zauvijek moja (Eurovisió 2005 - 7è lloc)
- Moja ljubavi (Evropesma 2006 - 1r lloc, retirat d'Eurovisió)
- Forever Mine
- Kad Budemo Zajedno (Festival de Música de Budva 2006)
- Moja Mala (duet amb la cantant macedònia Bojana)
- Postelja od Leda (Festival de Música de Budva 2007 - 2n lloc)
- Kad Kažeš Ne (Festival Radijski 2007)
- Pronađi-me